# Мусалимов, Владимир Андреевич
Влади́мир Андре́евич Мусали́мов (31 декабря 1944, Москва — 3 ноября 2013, Луганск) — советский боксёр первой средней весовой категории, выступал за сборную СССР во второй половине 1960-х годов. Бронзовый призёр летних Олимпийских игр в Мехико, обладатель бронзовой медали чемпионата Европы, многократный победитель и призёр национальных первенств. Представлял спортивное общество ЦСКА, мастер спорта международного класса. Одновременно с участием в спортивных состязаниях был офицером Советской Армии, ветеран Афганской войны.

## Биография
Владимир Мусалимов родился 31 декабря 1944 года в Москве, их семья вскоре была репрессирована, и мальчик оказался в детском доме города Караганда. После семи классов школы поступил в строительный техникум, на специальность «Промышленное и гражданское строительство», одновременно с этим под руководством тренера Николая Ли начал активно заниматься боксом. В 1960 году вместе с тренером переехал на постоянное место жительства в Киев.
Первых успехов в боксе Мусалимов добился в 1963 году, одержав победу на Спартакиаде республики Казахстан, тогда как год спустя он победил на молодёжном чемпионате СССР в категории до 63 кг. В следующем сезоне спортсмен уже завоевал титул чемпиона Советского Союза среди юниоров, а через год занял третье место на взрослом уровне. В 1967 году окончил военное училище и присоединился к ЦСКА, от этого клуба съездил на Спартакиаду народов СССР в Москву, где был победителем в первой средней весовой категории, кроме того, впервые стал победителем национального первенства. Благодаря череде удачных выступлений удостоился права защищать честь страны на летних Олимпийских играх в Мехико, уверенно побеждал всех соперников, но в полуфинале из-за полученной травмы пальца уступил немцу Манфреду Вольке (который в итоге стал чемпионом) и вынужден был довольствоваться бронзой.
После Олимпиады, несмотря на высокую конкуренцию в сборной, Мусалимов продолжил выступать на самом высоком уровне, в 1969 году он в третий раз подряд выиграл титул чемпиона СССР и отправился на чемпионат Европы в Бухарест, где пополнил медальную коллекцию ещё одной бронзой. В 1971 году завоевал серебряную медаль на чемпионате мира среди военнослужащих. Продолжал выходить на ринг вплоть до 1974 года, хотя в последнее время уже не показывал выдающихся результатов и в команде оставался на вторых ролях.
Будучи офицером Советской Армии, в период 1973—1978 Мусалимов проходил службу на острове Сахалин в должности командира батальона, затем в составе ограниченного контингента советских войск служил в Афганистане, участвовал в боевых действиях под Кандагаром — награждён медалью «За боевые заслуги». Вернувшись из Афганистана, попал в подразделение ГСВГ в немецком городе Магдебурге, а в 1986 году был направлен служить в Луганск. В 1990 году, имея звание подполковника, уволился из Вооружённых Сил в запас. В 1991—2005 годах работал тренером по боксу в ФСО «Спартак», подготовил множество талантливых спортсменов. Помимо этого участвовал в боксёрских матчах в качестве рефери и был судьёй национальной категории. После окончания тренерской карьеры вернулся в Луганск, где проживал до смерти  3 ноября 2013 года.